# Johann Christoph Wedeke
Johann Christoph Wedeke (auch: Wedike; * 1. März 1755 in Königsberg (Preußen); † 21. Februar 1815 ebenda) war ein deutscher lutherischer Theologe.

## Leben
Der Sohn des Daniel Wedeke besuchte in seiner Geburtsstadt die Altstädtische Schule und von 1772 bis 1774 die Universität Königsberg, wo er Theologie und Philosophie studierte. Hier war unter anderem Immanuel Kant sein Lehrer. Als Student unterrichtete er an Königsberger Armenschulen, bis ihn seine Mittellosigkeit 1784 zur Übernahme einer Pfarrstelle nötigte. Zu diesem Zweck wurde er im Oktober 1784 in Marienwerder ordiniert und ging dann als Stadtpfarrer in Riesenburg. Zwei Jahre später wurde er Erzpriester auf der Patronatsstelle des Grafen Friedrich Ferdinand Alexander zu Dohna-Schlobitten in Hermsdorf nahe Schlobitten. Hier lernte er unter anderem Friedrich Schleiermacher kennen, der dort als Hauslehrer wirkte, und wurde ein väterlicher Freund Max von Schenkendorfs, den er ab 1802 in Literatur und Geschichte unterrichtete.
Neben einigen Rezensionen in der Nicolovischen gelehrten Zeitung veröffentlichte er 1800 anonym Briefe über die Abhandlungen des Herrn Oberkonsistorialrath Teller, die Zeichen der Zeit von einem Landprediger in Ostpreussen und 1803 Bemerkungen auf einer Reise durch Preußen von einem Oberländer (Königsberg 1803, 2 Bde.). Als Nachfolger des Oberhofpredigers und Mathematikprofessors Johann Friedrich Schultz war er ab 1806 bis zu seinem Tode Oberhofprediger an der Schlosskirche in Königsberg und nach seiner Promotion zum Doktor der Theologie 1807 auch ordentlicher vierter Professor der Theologie an der Universität Königsberg. 1809 stieg er in die dritte ordentliche Professur auf, wurde Superintendent und Konsistorialrat in Königsberg. 1814/15 war er Rektor der Albertina. In jener Tätigkeit verstarb er erkrankt an einem Brustfieber.

## Familie
Aus seiner Ehe mit Charlotte Amalie Christiane Wessel, der Tochter des Kunstmalers Christian Friedrich Wessel und dessen Frau Christiane Elisabeth Douglas, entstammten zwei Söhne und drei Töchter:
- Die älteste Tochter Cornelia heiratete den späteren Oberpräsidenten und Innenminister Franz August Eichmann (1793–1879).
- Marie Elisabeth (* 1. September 1789 in Hermsdorf; † 19. Februar 1849) ehelichte am 12. September 1814 den späteren Oberappellationsrat Ferdinand Ludwig Dietrich Wilhelm Freiherr von Schrötter (* 20. Juni 1785 in Marienwerder; † 15. August 1863 ebenda).
- Der älteste Sohn Johann Christian Wedeke (* 20. Juni 1791) wurde brandenburgischer Baumeister.
- Von Elisa Wedeke ist nur der Name bekannt.
- Der jüngste Sohn Eusebius Wedeke (* 26. Juni 1801) war während des Aufenthalts der königlichen Familie von 1807 bis 1809 in Königsberg ein Kinderfreund des Prinzen Carl von Preußen, der ihn später förderte. Wedeke wurde zum Polizei-Rat im Preußischen Ministerium des Innern mit dem Titel eines Geheimen Hofrats ernannt,[1] war als Geheimagent tätig, preußischer Konsul in Galatz und an vielen Unternehmungen beteiligt (darunter im Eisenbahnbau, in der Oder- und Donau-Schifffahrt und bei der Auswanderungsförderung). Er wurde wegen unredlicher Geschäfte verhaftet und angeklagt.[2] Er erpresste König Friedrich Wilhelm IV., mit der Drohung, geschäftliche Verstrickungen von dessen Bruder öffentlich zu machen, und erhielt am 25. März 1848 von König 30.000 Taler.[3] Wedeke starb während seiner zweiten Haft in Berlin am 28. Dezember 1858.[4]